# Washington Commanders
Washington Commanders (do roku 2020 působící pod názvem Washington Redskins, přechodně Washington Football Team) je profesionální klub amerického fotbalu, který sídlí v hlavním městě USA, Washingtonu, D.C. V současné době je klub členem East Division (Východní divize) National Football Conference (NFC, Národní fotbalové konference) National Football League (NFL, Národní fotbalové ligy). Základna a tréninkové prostory sídlí v Redskins Parku ve městě Ashburn (stát Virginie).
Všechny úspěchy Redskins přišly ve dvou desetiletých etapách mezi roky 1936–1945 a 1981–1991. Dva tituly NFL získali v letech 1937 a 1942, a tři Super Bowly v letech 1982, 1987 a 1991. Kromě toho prohráli finále 1936, 1940, 1943, 1945 a Super Bowly 1972 a 1983. Pouze čtyři týmy NFL mají více účastí v Super Bowlu: Pittsburgh Steelers (8), Dallas Cowboys (8), New England Patriots (7) a Denver Broncos (6). Na druhou stranu mezi roky 1946–1970 nepostoupili ani jednou do play-off, navíc mezi roky 1956 až 1968 měli vždy záporný poměr vítězných a prohraných utkání. Od roku 1992 si play-off zahráli pouze třikrát.
Časopis Forbes v roce 2009 ohodnotil Washington Redskins jako druhou nejcennější fotbalovou značku na světě s odhadovanou hodnotou přibližně 1,55 miliardy dolarů, těsně za Dallas Cowboys. Prvenství jim nicméně patří v příjmech za sezónu, v roce 2009 získali 345 milionů dolarů.
Redskins se stali prvním týmem v NFL, který založil vlastní pochodovou kapelu i první klubovou hymnu, zvanou „Hail to the Redskins“.

## Hráči

### Členové Síně slávy profesionálního fotbalu

#### Hráči
- 1963 - Sammy Baugh
- 1965 - Wayne Millner
- 1966 - Bill Dudley
- 1968 - Cliff Battles
- 1969 - Turk Edwards
- 1980 - Deacon Jones
- 1982 - Sam Huff
- 1983 - Sonny Jurgensen
- 1983 - Bobby Mitchell
- 1984 - Charley Taylor
- 1986 - Ken Houston
- 1991 - Stan Jones
- 1992 - John Riggins
- 1997 - Don Shula
- 1998 - Paul Krause
- 2008 - Art Monk
- 2008 - Darrell Green
- 2009 - Bruce Smith
- 2010 - Russ Grimm
- 2011 - Chris Hanburger
- 2011 - Deion Sanders
- 2013 - Dave Roninson
- 2016 - Dick Stanfel
- 2017 - Jason Taylor
- 2019 - Champ Bailey

#### Funkcionáři
- George Allen - trenér
- Joe Gibbs - trenér
- Curly Lambeau - trenér
- George Preston Marshall - zakladatel a majitel
- Ray Flaherty - trenér
- Bobby Beathard - generální manažer
- Vince Lombardi - trenér

### Vyřazená čísla
- 33: Sammy Baugh

### Draft
Hráči draftovaní v prvním kole za posledních deset sezón:
| Rok  | Pořadí | Jméno hráče                 | Pozice                         | Univerzita                                         |
| 2010 | 4      | Trent Williams              | Offensive tackle               | University of Oklahoma                             |
| 2011 | 16     | Ryan Kerrigan               | Defensive end                  | Purdue University                                  |
| 2012 | 2      | Robert Griffin III          | Quarterback                    | Baylor University                                  |
| 2013 |        | nikdo                       |                                |                                                    |
| 2014 |        | nikdo                       |                                |                                                    |
| 2015 | 5      | Brandon Scherff             | Guard                          | University of Iowa                                 |
| 2016 | 22     | Josh Doctson                | Wide receiver                  | Texas Christian University                         |
| 2017 | 17     | Jonathan Allen              | Defensive end                  | University of Alabama                              |
| 2018 | 13     | Daron Payne                 | Nose tackle                    | University of Alabama                              |
| 2019 | 15 26  | Dwayne Haskins Montez Sweat | Quarterback Outside linebacker | Ohio State University Mississippi State University |

## Změna názvu a loga
Název „Redskins“ a logo týmu, které byly používány v letech 1933–2020, byl jedním z příkladů kontroverze ohledně indiánských maskotů, protože slovo redskins bylo označeno za rasovou urážku původních Američanů členy Národního kongresu původního obyvatelstva, kteří se několik desetiletí pokoušeli přimět tým, aby změnil název. Příznivci názvu jak definici tak i svědectví domorodých Američanů nebrali v potaz a tvrdili, že jméno týmu bylo zamýšleno s respektem a odkazovali pouze na fotbalový tým a jeho historii. Název klubu se přechodně změnil v roce 2020 na neutrální „Washington Football Team“ a od února 2022 nese klub název Commanders.